# Luis Juan del Milà
Pour les articles homonymes, voir Mila.
Luis Juan del Milà, surnommé le cardinal de Segorbe, ou de Lérida (né v. 1430/1433 à Xàtiva, Espagne, et mort à Bèlgida en 1510) est un cardinal espagnol du XVe siècle et du XVIe siècle. Sa mère Catalina de Borja est la sœur du pape Calixte III et il est un cousin du cardinal Rodrigo de Borja y Borja, le futur Alexandre VI.

## Biographie
Del Milà étudie quelque temps à l'université de Bologne et est chanoine à Xàtiva et prévôt à Valence. Il a un fils illégitime, Jaime de Mila y Borja. En 1453, il est nommé évêque de Segorbe et est nommé gouverneur de Bologne en 1455.
Son oncle, le pape Calixte III le crée cardinal in pectore lors du consistoire du 20 février 1456. La création est publiée au consistoire du 17 septembre suivant. Del Mila est nommé légat latere à Bologne. Il est transféré à Lérida en 1459. En 1483, il est cardinal protoprêtre. Del Mila est abbé commendataire de l'abbaye de San Vicente, dans le diocèse de Lérida et de l'abbaye de Saint-Bénigne de Dijon.
Le cardinal del Mila participe au conclave de 1458 lors duquel Pie II est élu pape, mais ne participe pas aux conclaves de 1464 (élection de Paul II), de 1471 (élection de Sixte IV), de 1484 (élection d'Innocent VIII), de 1492 (élection de son cousin Alexandre VI), ni aux conclaves de 1503 (élection de Pie III et de Jules II). En effet, malgré une brève visite à Rome sous le pontificat de Paul II, del Mila a vécu dans une retraite complète en Espagne, à tel point que même sa date précise de mort est inconnue.